# Franciszek Batorowicz
Franciszek Batorowicz(ur. 24 stycznia 1879, zm. 11 stycznia 1956) – działacz społeczny i polityczny, burmistrz Dąbrowy Tarnowskiej.
W 1921 roku pełnił funkcję Naczelnika Gminy, a po rozwiązaniu związku Naczelnego Gmin w 1927 r. został burmistrzem Dąbrowy Tarnowskiej. Był orędownikiem powołania w 1921 roku na terenie miasta Gimnazjum i jego mecenasem. Brał udział w pracach organizacyjnych Szkoły Przysposobienia Rolniczego oraz pracach oświetleniowych miasta. Organizował także działalność Banku Spółdzielczego. Zmarł 11 stycznia 1956, został pochowany na cmentarzu parafialnym w Dąbrowie Tarnowskiej.